# Тригонометричне нівелювання
Тригонометричне нівелювання – метод визначення різниць висот точок на земній поверхні по виміряному куту нахилу і довжині похилої лінії візування або її проєкції на горизонтальну площину. Перевищення h визначають за формулами: h = s•tg v + i – V або h = S•sin v + i – V,  де v – кут нахилу візирного променя; S – довжина лінії візування; s – горизонтальна проєкція; i  – висота приладу; V – висота візування. Т.н. застосовується при топогеодезичних роботах на земній поверхні і маркшейдерських зйомках в гірн. виробках, нахил яких понад 8о. 